# Clarkia springvillensis
Clarkia springvillensis là một loài thực vật có hoa trong họ Anh thảo chiều. Loài này được Vasek mô tả khoa học đầu tiên năm 1964.